# Anneessens (stație de premetrou din Bruxelles)
Anneessens este o stație a premetroului din Bruxelles situată în centrul orașului Bruxelles, sub Bulevardul Maurice Lemonnier, cu ieșiri înspre Piața Anneessens (numită astfel în onoarea lui François Anneessens), respectiv înspre Piața Fontainas. 

## Istoric
Stația Anneessens a fost deschisă pe 4 octombrie 1976, dar Tunelul Constituției era deja construit în acest loc din anul 1957. El este încă utilizat de tramvaiele care circulă între stația Anneessens și Gara Bruxelles-Sud. Stația este deservită de tramvaiele liniilor axei Nord-Sud (anterior numită Linia 3) a Metroului din Bruxelles. Prin stație circulă tramvaiele liniilor 3, 4, 32.

## Caracteristici
Stația Anneessens are două peroane laterale și unul central. Peronul central este folosit pentru urcarea în tramvaiele din cele două direcții, iar peroanele laterale pentru coborâre și deplasarea spre ieșiri. Acest tip de construcție cu trei peroane este denumit soluția spaniolă.
Stația este construită pe trei niveluri, însă doar nivelurile -1 și -2 sunt utilizate. La nivelul -3 există o stație fantomă care nu se află în exploatare, prevăzută cu două peroane. În proiectele inițiale stația trebuia să deservească linia 4 de la Dilbeek la Boitsfort / Boosvoorde și Uccle / Ukkel via Anneessens și Porte de Namur. Bifurcația către acest nivel abandonat este vizibilă din tunelul dintre Anneessens și Lemonnier.
Începând din 1976, în partea de nord a stației se găsește lucrarea Sept écritures (în română șapte scrieri) a artiștilor Pierre Alechinsky și Christian Dotremont, șapte panouri pictate de Alechinsky conținând texte din poeziile lui Dotremont. Imaginile sunt realizate cu cerneală de India aplicată pe hârtie, apoi fixate pe lemn.

## Linii de tramvai ale STIB în premetrou
- 3 Esplanade - Churchill
- 4 Gara Bruxelles-Nord / Brussel-Noord - Parking Stalle
- 32 Drogenbos Château / Drogenbos Kasteel - Da Vinci (doar seara, după ora 20:00)

## Legături

### Linii de autobuz ale STIB
- 46 Anneessens - Moortebeek (doar în direcția Moortebeek)
- 86 Machtens - Gara Centrală (doar în direcția Gara Centrală)

### Linii de autobuz ale STIBNoctis
Doar către periferii:
- N04 Gara Centrală – Cimitirul Bruxelles
- N05 Gara Centrală – Kraainem
- N06 Gara Centrală – Muzeul Tramvaiului
- N08 Gara Centrală – Wiener
- N09 Gara Centrală – Herrmann-Debroux
- N10 Gara Centrală – Fort-Jaco
- N11 Gara Centrală – Gara Uccle-Calevoet / Ukkel-Kalevoet
- N12 Gara Centrală – Stalle (P)

În ambele direcții:
- N13 Gara Centrală – Westland Shopping

Doar către Gara Centrală:
- N15 Gara Berchem – Gara Centrală

## Locuri importante în proximitatea stației
- Manneken Pis;
- Piața Mare;